# FA Cup 1891-92
Football Association Challenge Cup 1891–92 var den 21. udgave af Football Association Challenge Cup, nutildags bedre kendt som FA Cup. Turneringen blev afviklet som en cupturnering med deltagelse af 161 klubber. De første kampe blev spillet den 3. oktober 1891, og finalen blev afviklet den 19. marts 1892 på Kennington Oval i London, hvor West Bromwich Albion FC besejrede Aston Villa FC med 3-0. Det var anden gang, at West Bromwich Albion vandt FA Cup'en – den første sejr blev opnået i sæsonen 1887-88.
Det var i øvrigt hidtil sidste gang at FA Cup-finalen blev afviklet på Kennington Oval.

## Resultater

### WBA's vej til sejren
| Runde        | Dato  | Kamp                                           | Res. |
| ------------ | ----- | ---------------------------------------------- | ---- |
| Første runde | 16.1. | Old Westminsters FC – West Bromwich Albion FC  | 2–3  |
| Anden runde  | 30.1. | West Bromwich Albion FC – Blackburn Rovers FC  | 3–1  |
| Kvartfinale  | 13.2. | West Bromwich Albion FC – The Wednesday FC     | 2–1  |
| Semifinale   | 27.2. | West Bromwich Albion FC – Nottingham Forest FC | 1–1  |
| Semifinale   | 6.3.  | Nottingham Forest FC – West Bromwich Albion FC | 1–1  |
| Semifinale   | 9.3.  | West Bromwich Albion FC – Nottingham Forest FC | 6–2  |
| Finale       | 19.3. | West Bromwich Albion FC – Aston Villa FC       | 3–0  |

### Første kvalifikationsrunde
Første kvalifikationsrunde havde deltagelse af 118 hold, der spillede om 59 ledige pladser i anden kvalifikationsrunde.
| Dato  | Kamp                                          | Res. |
| ----- | --------------------------------------------- | ---- |
| 3.10. | 1st Highland Light Infantry FC – Maidstone FC | 7–0  |
| 3.10. | Attercliffe FC – Rotherham Town FC            | 1–2  |
| 3.10. | Barrow FC – Fleetwood Rangers FC              | 1–3  |
| 3.10. | Bishop Auckland FC – Southwick FC             | 4–3  |
| 3.10. | Boston FC – Sheffield FC                      | 5–3  |
| 3.10. | Burslem Port Vale FC – Burton Wanderers FC    | 2–4  |
| 3.10. | Bury FC – Witton FC                           | 3–1  |
| 3.10. | Casuals FC – Clapton FC                       | 3–2  |
| 3.10. | Clifton FC – Poole FC                         | 5–0  |
| 3.10. | Crouch End FC – Ashford United FC             | 6–2  |
| 3.10. | Darlington FC – Port Clarence FC              | 3–0  |
| 3.10. | Darlington St. Augustines FC – South Bank FC  | 3–4  |
| 3.10. | Fairfield FC – South Shore FC                 | 3–1  |
| 3.10. | Folkestone FC – Old St. Mark's FC             | 3–3  |
| 3.10. | Gainsborough Trinity FC – Grantham Town FC    | 3–0  |
| 3.10. | Gateshead NER FC – Ashington FC               | 7–2  |
| 3.10. | Gorton Villa FC – Leek FC                     | 6–1  |
| 3.10. | Greenhalgh's FC – Heanor Town FC              | 0–2  |
| 3.10. | Grimsby Town FC – Long Eaton Rangers FC       | 2–1  |
| 3.10. | Hednesford Town FC – Brierly Hill Alliance FC | 1–2  |
| 3.10. | Heywood FC – North Meols FC                   | 6–0  |
| 3.10. | Higher Walton FC – Blackpool FC               | 4–5  |
| 3.10. | Ilford FC – Chatham FC                        | 0–1  |
| 3.10. | Leicester Fosse FC – Small Heath FC           | 2–6  |
| 3.10. | Lincoln City FC – Doncaster Rovers FC         | 3–1  |
| 3.10. | London Caledonians FC – Chesham FC            | 4–2  |
| 3.10. | Luton Town FC – Swindon Town FC               | 4–3  |
| 3.10. | Macclesfield Town FC – Newtown FC             | 4–2  |
| 3.10. | Maidenhead FC – Watford Rovers FC             | 0–5  |
| 3.10. | Mansfield Town FC – Riddings FC               | 3–0  |
| 3.10. | Matlock Town FC – Beeston FC                  | 4–2  |

| Dato   | Kamp                                                | Res.   |
| ------ | --------------------------------------------------- | ------ |
| 3.10.  | Nantwich FC – Chester St. Oswald's FC               | 3–0    |
| 3.10.  | Newark FC – Eckington Works FC                      | 3–1    |
| 3.10.  | Newton Heath FC – Ardwick AFC                       | 5–1    |
| 3.10.  | Norwich CEYMS FC – Marlow FC                        | 1–9    |
| 3.10.  | Norwich Thorpe FC – Old Wykehamists FC              | 1–3    |
| 3.10.  | Old Cranleighans FC – Gravesend FC                  | 2–3    |
| 3.10.  | Old Etonians FC – Hunts County FC                   | 6–1    |
| 3.10.  | Old Westminsters FC – Ipswich Town FC               | 5–1    |
| 3.10.  | Prescot FC – Crewe Alexandra FC                     | 1–7    |
| 3.10.  | Reading FC – Newbury FC                             | 2–1    |
| 3.10.  | Rhosllanerchrugog FC – Chester FC                   | 0–1    |
| 3.10.  | Rochester FC – Millwall Athletic FC                 | 1–2    |
| 3.10.  | Royton FC – Halliwell FC                            | [0]6–3 |
| 3.10.  | Scarborough FC – West Hartlepool Rovers FC          | 4–1    |
| 3.10.  | Somerset Rovers FC – Bristol St. George FC          | 6–3    |
| 3.10.  | Spennymoor FC – Whitby FC                           | [0]4–3 |
| 3.10.  | Staveley FC – Notts Olympic FC                      | 3–0    |
| 3.10.  | Tow Law FC – Newcastle East End FC                  | 1–5    |
| 3.10.  | Tranmere Rovers FC – Northwich Victoria FC          | 1–5    |
| 3.10.  | Walsall Town Swifts FC – Wednesbury Old Athletic FC | 7–2    |
| 3.10.  | Warmley FC – Southampton St. Mary's FC              | 1–4    |
| 3.10.  | Whitburn FC – Sunderland Olympic FC                 | 3–2    |
| –      | Grantham Rovers FC – Sheffield Heeley FC            | w.o.   |
| –      | Hereford FC – Kettering Town FC                     | w.o.   |
| –      | Heywood Central FC – Moss Bay FC                    | w.o.   |
| –      | Middlesbrough Ironopolis FC – Hurworth FC           | w.o.   |
| –      | Shankhouse FC – Birtley FC                          | w.o.   |
| –      | Wolverton FC – Swifts FC                            | w.o.   |
| Omkamp |                                                     |        |
| 10.10. | Old St. Mark's FC – Folkestone FC                   | 4–2    |

### Anden kvalifikationsrunde
Anden kvalifikationsrunde havde deltagelse af 80 hold, der spillede om 40 ledige pladser i tredje kvalifikationsrunde. 59 af holdene var vindere fra første kvalifikationsrunde, mens de resterende 21 hold først trådte ind i turneringen i anden kvalifikationsrunde.
| Dato   | Kamp                                                  | Res.  |
| ------ | ----------------------------------------------------- | ----- |
| 24.10. | Bishop Auckland FC – Rendel FC                        | 4–2   |
| 24.10. | Blackpool FC – Fleetwood Rangers FC                   | 4–2   |
| 24.10. | Burton Wanderers FC – Small Heath FC                  | 1–1   |
| 24.10. | Buxton FC – Gedling Grove FC                          | 6–0   |
| 24.10. | Chester FC – Wrexham AFC                              | 2–4   |
| 24.10. | Clifton FC – Somerset Rovers FC                       | 8–5   |
| 24.10. | Crouch End FC – Chatham FC                            | 0–4   |
| 24.10. | Darlington FC – Scarborough FC                        | 13–10 |
| 24.10. | Derby Junction FC – Newark FC                         | 1–2   |
| 24.10. | Gainsborough Trinity FC – Grantham Rovers FC          | 4–0   |
| 24.10. | Gorton Villa FC – Crewe Alexandra FC                  | 2–3   |
| 24.10. | Gravesend FC – Old Brightonians FC                    | 0–8   |
| 24.10. | Grimsby Town FC – Boston FC                           | 10–00 |
| 24.10. | Heanor Town FC – Staveley FC                          | 2–1   |
| 24.10. | Heywood Central FC – Bury FC                          | 1–2   |
| 24.10. | London Caledonians FC – Watford Rovers FC             | 2–1   |
| 24.10. | Loughborough FC – Hereford FC                         | 7–0   |
| 24.10. | Luton Town FC – Windsor Phoenix Athletic FC           | 3–0   |
| 24.10. | Mansfield Town FC – Matlock Town FC                   | 4–0   |
| 24.10. | Middlesbrough Ironopolis FC – Whitby FC               | 7–0   |
| 24.10. | Millwall Athletic FC – 1st Highland Light Infantry FC | 3–4   |
| 24.10. | Nantwich FC – Macclesfield Town FC                    | 3–4   |

| Dato    | Kamp                                          | Res.   |
| ------- | --------------------------------------------- | ------ |
| 24.10.  | Newcastle West End FC – Newcastle East End FC | 1–3    |
| 24.10.  | Northwich Victoria FC – Liverpool Stanley FC  | 9–0    |
| 24.10.  | Old Carthusians FC – Old Etonians FC          | 4–6    |
| 24.10.  | Old St. Mark's FC – Casuals FC                | 1–5    |
| 24.10.  | Old Wykehamists FC – Marlow FC                | 0–5    |
| 24.10.  | Rotherham Town FC – Kilnhurst FC              | 5–1    |
| 24.10.  | Rothwell FC – Leeds Albion FC                 | 1–1    |
| 24.10.  | Sheffield United FC – Lincoln City FC         | 4–1    |
| 24.10.  | South Bank FC – Stockton FC                   | 2–4    |
| 24.10.  | South Shore FC – Halliwell FC                 | 8–1    |
| 24.10.  | Southampton St. Mary's FC – Reading FC        | [0]7–0 |
| 24.10.  | Stourbridge FC – Brierley Hill Alliance FC    | 0–2    |
| 24.10.  | Walsall Town Swifts FC – Burton Swifts FC     | 2–4    |
| 24.10.  | Whitburn FC – Gateshead NER FC                | 04–10  |
| 24.10.  | Willington Athletic FC – Shankhouse FC        | 2–2    |
| 24.10.  | Wolverton FC – Old Westminsters FC            | 0–4    |
| –       | Bedminster FC – 93rd Highland Regiment FC     | w.o.   |
| –       | Newton Heath FC – Heywood FC                  | w.o.   |
| Omkampe |                                               |        |
| 31.10.  | Leeds Albion FC – Rothwell FC                 | 2–0    |
| 31.10.  | Shankhouse FC – Willington Athletic FC        | 4–1    |
| 31.10.  | Small Heath FC – Burton Wanderers FC          | 2–1    |

### Tredje kvalifikationsrunde
Tredje kvalifikationsrunde havde deltagelse af de 40 vinderhold fra anden kvalifikationsrunde, der spillede om 20 ledige pladser i fjerde kvalifikationsrunde.
| Dato   | Kamp                                        | Res. |
| ------ | ------------------------------------------- | ---- |
| 14.11. | 1st Highland Light Infantry FC – Casuals FC | 1–4  |
| 14.11. | Bedminster FC – Luton Town FC               | 1–4  |
| 14.11. | Bishop Auckland FC – Gateshead NER FC       | 3–1  |
| 14.11. | Brierley Hill Alliance FC – Loughborough FC | 7–0  |
| 14.11. | Bury FC – Blackpool FC                      | 5–5  |
| 14.11. | Chatham FC – Old Brightonians FC            | 3–2  |
| 14.11. | Clifton FC – Reading FC                     | 8–2  |
| 14.11. | Crewe Alexandra FC – Wrexham AFC            | 3–1  |
| 14.11. | Gainsborough Trinity FC – Rotherham Town FC | 3–2  |
| 14.11. | Grimsby Town FC – Sheffield United FC       | 1–2  |
| 14.11. | Mansfield Town FC – Buxton FC               | 0–0  |
| 14.11. | Middlesbrough Ironopolis FC – Stockton FC   | 1–1  |
| 14.11. | Newark FC – Heanor Town FC                  | 0–0  |
| 14.11. | Newcastle East End FC – Shankhouse FC       | 3–2  |

| Dato         | Kamp                                         | Res. |
| ------------ | -------------------------------------------- | ---- |
| 14.11.       | Northwich Victoria FC – Macclesfield Town FC | 5–0  |
| 14.11.       | Old Etonians FC – London Caledonians FC      | 2–3  |
| 14.11.       | Old Westminsters FC – Marlow FC              | 6–1  |
| 14.11.       | Small Heath FC – Burton Swifts FC            | 4–2  |
| 14.11.       | South Shore FC – Newton Heath FC             | 0–2  |
| –            | Darlington FC – Leeds Albion FC              | w.o. |
| Omkampe      |                                              |      |
| 21.11.       | Buxton FC – Mansfield Town FC                | 2–2  |
| 21.11.       | Heanor Town FC – Newark FC                   | 6–1  |
| 21.11.       | Stockton FC – Middlesbrough Ironopolis FC    | 1–1  |
| 25.11.       | Blackpool FC – Bury FC                       | 4–3  |
| Anden omkamp |                                              |      |
| 28.11.       | Stockton FC – Middlesbrough Ironopolis FC    | 2–5  |
| –            | Mansfield Town FC – Buxton FC                | w.o. |

### Fjerde kvalifikationsrunde
Fjerde kvalifikationsrunde havde deltagelse af 20 hold, der spillede om 10 ledige pladser i første runde.
| Dato    | Kamp                                           | Res.   |
| ------- | ---------------------------------------------- | ------ |
| 5.12.   | Casuals FC – Chatham FC                        | 1–2    |
| 5.12.   | Clifton FC – Luton Town FC                     | 0–3    |
| 5.12.   | Darlington FC – Middlesbrough Ironopolis FC    | 0–3    |
| 5.12.   | Mansfield Town FC – Heanor Town FC             | 2–4    |
| 5.12.   | Newcastle East End FC – Bishop Auckland FC     | 7–0    |
| 5.12.   | Newton Heath FC – Blackpool FC                 | 3–4    |
| 5.12.   | Sheffield United FC – Gainsbrorough Trinity FC | 1–0    |
| 5.12.   | Small Heath FC – Brierley Hill Alliance FC     | 6–2    |
| 12.12.  | London Caledonians FC – Old Westminsters FC    | 2–2    |
| 19.12.  | Crewe Alexandra FC – Northwich Victoria FC     | [0]1–2 |
| Omkampe |                                                |        |
| 19.12.  | London Caledonians FC – Old Westminsters FC    | 0–2    |
| 29.12.  | Crewe Alexandra FC – Northwich Victoria FC     | 6–2    |

### Første runde
Første runde havde deltagelse 32 hold. 10 af holdene havde spillet sig igennem kvalifikationsrunderne, mens 22 hold først trådte ind i turneringen i første runde.
| Dato    | Kamp                                               | Res.   |
| ------- | -------------------------------------------------- | ------ |
| 16.1.   | Aston Villa FC – Heanor Town FC                    | 4–1    |
| 16.1.   | Blackburn Rovers FC – Derby County FC              | 4–1    |
| 16.1.   | Blackpool FC – Sheffield United FC                 | 0–3    |
| 16.1.   | Bootle FC – Darwen FC                              | 0–2    |
| 16.1.   | Crusaders FC – Accrington FC                       | 0–4    |
| 16.1.   | Everton FC – Burnley FC                            | [0]2–4 |
| 16.1.   | Luton Town FC – Middlesbrough FC                   | 0–3    |
| 16.1.   | Nottingham Forest FC – Newcastle East End FC       | 2–1    |
| 16.1.   | Old Westminsters FC – West Bromwich Albion FC      | 2–3    |
| 16.1.   | Small Heath FC – Woolwich Arsenal FC               | 5–1    |
| 16.1.   | Stoke FC – Casuals FC                              | [0]3–0 |
| 16.1.   | Sunderland AFC – Notts County FC                   | [0]3–0 |
| 16.1.   | Sunderland Albion FC – Birmingham St. George's FC  | [0]1–2 |
| 16.1.   | The Wednesday FC – Bolton Wanderers FC             | [0]2–1 |
| 16.1.   | Wolverhampton Wanderers FC – Crewe Alexandra FC    | 2–2    |
| 23.1.   | Preston North End FC – Middlesbrough Ironopolis FC | 6–0    |
| Omkampe |                                                    |        |
| 23.1.   | Crewe Alexandra FC – Wolverhampton Wanderers FC    | 1–4    |
| 23.1.   | Everton FC – Burnley FC                            | 1–3    |
| 23.1.   | Stoke FC – Casuals FC                              | 3–0    |
| 23.1.   | Sunderland AFC – Notts County FC                   | 4–0    |
| 23.1.   | Sunderland Albion FC – Birmingham St. George's FC  | 4–0    |
| 23.1.   | The Wednesday FC – Bolton Wanderers FC             | 4–1    |

### Anden runde
Anden runde havde deltagelse af de 16 hold, der gik videre fra første runde, og holdene spillede om otte ledige pladser i kvartfinalerne.
| Dato   | Kamp                                             | Res.   |
| ------ | ------------------------------------------------ | ------ |
| 30.1.  | Accrington FC – Sunderland AFC                   | [0]1–0 |
| 30.1.  | Aston Villa FC – Darwen FC                       | 2–0    |
| 30.1.  | Burnley FC – Stoke FC                            | 1–3    |
| 30.1.  | Middlesbrough FC – Preston North End FC          | 1–2    |
| 30.1.  | Sunderland Albion FC – Nottingham Forest FC      | 0–1    |
| 30.1.  | The Wednesday FC – Small Heath FC                | 2–0    |
| 30.1.  | West Bromwich Albion FC – Blackburn Rovers FC    | 3–1    |
| 30.1.  | Wolverhampton Wanderers FC – Sheffield United FC | 3–1    |
| Omkamp |                                                  |        |
| 6.2.   | Accrington FC – Sunderland AFC                   | 1–3    |

### Kvartfinaler
Kvartfinalerne havde deltagelse af de otte hold, der gik videre fra anden runde, og holdene spillede om fire ledige pladser i semifinalerne.
| Dato   | Kamp                                        | Res. |
| ------ | ------------------------------------------- | ---- |
| 13.2.  | Nottingham Forest FC – Preston North End FC | 2–0  |
| 13.2.  | Stoke FC – Sunderland AFC                   | 2–2  |
| 13.2.  | West Bromwich Albion FC – The Wednesday FC  | 2–1  |
| 13.2.  | Wolverhampton Wanderers FC – Aston Villa FC | 1–3  |
| Omkamp |                                             |      |
| 20.2.  | Sunderland AFC – Stoke FC                   | 4–0  |

### Semifinaler
Semifinalerne havde deltagelse af de fire hold, der gik videre fra kvartfinalerne.
| Dato         | Kamp                                           | Res. | Spillested    |
| ------------ | ---------------------------------------------- | ---- | ------------- |
| 27.2.        | Aston Villa FC – Sunderland AFC                | 4–1  | Sheffield     |
| 27.2.        | West Bromwich Albion FC – Nottingham Forest FC | 1–1  | Wolverhampton |
| Omkamp       |                                                |      |               |
| 6.3.         | Nottingham Forest FC – West Bromwich Albion FC | 1–1  | Wolverhampton |
| Anden omkamp |                                                |      |               |
| 9.3.         | West Bromwich Albion FC – Nottingham Forest FC | 6–2  | Derby         |

### Finale
| Dato  | Kamp                                     | Res. | Tilskuere | Spillested              |
| ----- | ---------------------------------------- | ---- | --------- | ----------------------- |
| 19.3. | West Bromwich Albion FC – Aston Villa FC | 3–0  | 32.810    | Kennington Oval, London |